# Yo, Claudio
Yo, Claudio (1934, en inglés I, Claudius) es la novela más conocida del escritor británico Robert Graves y una de las grandes superventas del siglo XX. Está basada en las historias de Tácito, Plutarco y las Vidas de los doce césares de Suetonio, a quien Graves había traducido. La revista Time la incluyó en su lista de las 100 mejores novelas hasta 2005. Su continuación es Claudio, el dios, y su esposa Mesalina (1935).
La miniserie de televisión homónima se basó en este libro.

## Reseña
Claudio decide escribir su biografía para la posteridad más remota, a fin de narrar la verdadera historia de su familia, la dinastía Julio-Claudia. Pretende explicar como llegó a ser emperador, a pesar de no estar destinado a ello, y narrar la instauración de la monarquía disfrazada de República. Por ello, centra su narración en la historia de la familia de Augusto desde que este se hizo con el poder tras la batalla de Accio (31 a. C.) hasta la muerte de su sobrino, el emperador Calígula (41).

## Contenido
La novela es un relato sobre los primeros cuatro emperadores romanos desde un punto de vista íntimo. Al respecto, Robert Graves señaló que después de leer a Suetonio, el mismo Claudio se le apareció en un sueño y le exigió que narrara su verdadera historia.  Cabe señalar que Claudio fue un historiador experto y se sabe que escribió una autobiografía, hoy perdida, en ocho libros que abarcaban el mismo período. La novela está narrada en primera persona por el propio Claudio, ya emperador, quien evoca su infancia y juventud. Relata cómo fue mantenido alejado de la vida pública por su familia hasta su repentina elevación al poder a la edad de 49 años. Claudio expone su incapacidad para los puestos públicos; tartamudeo, cojera y varios tics nerviosos como resultado de una serie de enfermedades infantiles; indicando que parecía un deficiente mental ante sus parientes. Graves se hace eco del juicio de los historiadores sobre este personaje, pero lo revela a la vez como un personaje simpático, cuya supervivencia en el seno de una dinastía asesina depende de la presunción incorrecta de que es un idiota inofensivo. 
El motivo de la narración es un oráculo, que el protagonista escuchó en su juventud cuando viajó a Cumas a consultar a la sibila, relacionado con otro de la misma procedencia, que Augusto mantuvo en secreto cuando ordenó los Libros Sibilinos. La primera profecía indica, con la fecha exacta, que Claudio "... recibirá un regalo que todos codician menos él" (aludiendo a la dignidad imperial) y que dentro de "mil novecientos años más o menos, Clau Clau Claudio hablará con claridad", por lo cual el emperador decide escribir su autobiografía de la manera más sincera posible. La segunda predicción, anterior a propio Claudio, resume la historia de los seis velludos que "esclavizarán al Estado", es decir el gobierno de los Césares, dado que César significa velludos según una etimología popular que aclara el propio narrador.  El penúltimo verso del oráculo se refiere a su propio gobierno y Claudio asume que puede identificar al último emperador descrito, lo que le da a la obra un tono fatalista que culmina en la novela siguiente cuando aparece Nerón como sucesor de Claudio.
Graves supone que el relato es en griego, puesto que el narrador cree que seguirá siendo «el principal idioma literario del mundo», lo cual permite explicar costumbres y expresiones idiomáticas latinas. 

### Temas principales
Claudio, afectado por poliomielitis, tartamudo y considerado políticamente nulo, sobrevivió a la mayor parte de sus parientes y se convirtió, casi por casualidad, en la máxima figura del imperio, aun cuando él era un republicano convencido y sólo quería dedicarse a sus estudios históricos. Con ello se trataba el conflicto entre la libertad (como la demostrada por la República Romana y la dedicación a sus ideales mostrada por Augusto y el joven Claudio), y la estabilidad del Imperio y el gobierno defendido por la emperatriz Livia en esta novela. La República proporcionaba libertad pero era inherentemente inestable y abría las puertas a eternas guerras civiles, la última de las cuales la había terminado Augusto después de veinte años de luchas. Mientras que Augusto albergaba sentimientos republicanos, su esposa Livia consigue convencerlo de que dejar sus poderes imperiales significaría la destrucción de la pacífica sociedad. Graves reconoce que debe haber un delicado equilibrio entre la libertad republicana y la estabilidad imperial; demasiado de la primera lleva a la guerra civil, demasiado de la segunda lleva a la corrupción de Tiberio, Calígula o, en menor medida, Livia.
En Yo, Claudio se pueden apreciar claramente muchas de las costumbres de la época y de su cultura, como la creencia en los dioses. La inmediatez y la validez de la religión romana es así otro tema común en la novela. Todas las profecías realizadas en la narrativa acaban sucediendo, como los distintos césares que se suceden en el trono. Las profecías religiosas funcionan como medios principales de presagiar en la narrativa. También se relatan las conquistas de Roma, particularmente en Germania. 
Se describen en la novela muchos personajes importantes de la antigüedad, como Augusto, su esposa Livia, Germánico, Tiberio y Calígula. Los personajes femeninos son bastante poderosos, como en otras obras de Graves. Sobresale en esta novela la figura de Livia, siendo fuertes figuras femeninas secundarias Agripina, la esposa de Germánico o Antonia, la madre de Claudio, quienes claramente ejercen un poder por detrás de sus esposos, amantes, padres, hermanos o hijos. El ejemplo más claro es proporcionado por Augusto y Livia: allí donde él inadvertidamente ha causado la guerra civil, ella consigue, a través de una constante manipulación, conservar la paz, prevenir un regreso a la República y mantener a sus parientes en el poder. Las mujeres romanas no tenían un papel abierto en la vida pública romana, así que a menudo acontecimientos significativos y desagradables supuestamente instigados por detrás por las mujeres permiten a Graves desarrollar personajes vitales y poderosos.

### Precisión histórica
La novela está escrita como si Claudio estuviera narrando su propia historia y la de su familia, con la inclusión de algunas de las propias palabras del Claudio histórico y sus pensamientos, lo que contribuye a la plausibilidad de la narración. Sin embargo, Graves era selectivo en el uso de fuentes antiguas (principalmente Tácito y Suetonio), y no seguía siempre sus afirmaciones. Por ejemplo, las peores acusaciones contra Tiberio y Calígula se repiten como un hecho, cuando acusaciones similares contra Augusto se ven como muestra de la influencia de Livia. Se hace que Livia confiese asesinatos (de Marcelo, Agripa, Druso, Augusto, Cayo y Lucio) que se supone que cometió únicamente según una fuente antigua (Tácito). Augusto, por su parte, está representado como un hombre bondadoso, incluso una especie de amable bufón e inocentón, tristemente engañado por su megalomaníaca esposa. 
Una serie de discrepancias menores entre la novela y los hechos, se deben a investigaciones llevadas a cabo después de que se publicaran los libros por primera vez. Actualmente se cree que Claudio sufrió un tipo de parálisis cerebral, no parálisis infantil, como se señala en la novela. También se ha establecido que la edad de Mesalina en el momento de casarse no era de catorce años, como se pensaba en los años 30 del sigo XX, dado que el medio hermano menor de Mesalina, Fausto Cornelio Sila Felix (un descendiente del dictador romano Sila), tenía al menos diecisiete años al momento de la boda de su hermana; es decir que. Mesalina, por lo tanto, estaba en la primera mitad de sus veinte años y probablemente ya se había divorciado una vez.

### Posición del libro sobre la exactitud histórica
Es interesante que haya una escena dentro de la trama de Yo, Claudio que se refiere al tema de la exactitud histórica, la ficción histórica y la propaganda. El joven Claudio está en la biblioteca y es testigo de una conversación entre los historiadores romanos Livio y Polión sobre la mejor manera de escribir historia. Se revela que Livio, en la versión de Graves, deliberadamente se toma libertades con la precisión histórica, describiendo, por ejemplo, grandes victorias romanas que realmente no sucedieron, de manera que sus lectores estarían orgullosos de su herencia romana y emularían las acciones de las figuras «históricas»; escribe lo que los lectores modernos llamarían ficción histórica. Polión, por su parte, diligentemente comprueba los hechos, aunque sus obras resultantes son menos entretenidas a la hora de leerlas pero más precisas; escribe lo que los lectores modernos reconocerían como historia profesional.
Los dos historiadores se vuelven hacia Claudio y le preguntan qué enfoque es el correcto. Aunque Claudio cree en secreto que Polión es mejor, responde que quizá la historia tiene dos propósitos, diciendo que «uno es inspirar a los hombres la virtud y el otro es compelerlos a la verdad, y quizá no sean irreconciliables». Cuando se le pregunta qué forma de historia planea escribir él cuando se convierta en adulto, responde que debido a que sabe que nunca será capaz de escribir tan bellamente como Livio, intentará ser tan disciplinado como Polión.

## Significado literario y crítica
La novela Yo, Claudio, como su secuela, fue muy popular entre el público cuando se publicó por vez primera en el año 1934 y obtuvo el reconocimiento literario con el premio James Tait Black de 1934 por ficción. Probablemente sea la obra más conocida de Graves, aparte de su ensayo mítico La diosa blanca y su propia autobiografía Adiós a todo eso. A pesar de su éxito de crítica y económico, Graves más tarde se sintió a disgusto con la popularidad de los libros. Señaló que sólo fueron escritos por necesidades financieras con un plazo estricto. No obstante, aún hoy son consideradas como obras maestras pioneras en el reino de la ficción histórica.

## Relación con otras obras
La obra fue continuada en el mismo año 1934 con la novela Claudio, el dios, y su esposa Mesalina en la cual se relatan los años de gobierno del emperador Claudio, desde la muerte de Calígula a la suya propia en el año 54; en ella trata de los primeros años de la vida de Herodes Agripa.
En 1937 se produjeron intentos de adaptar esta novela al cine Yo, Claudio por el director Josef von Sternberg. El productor era Alexander Korda, entonces casado con Merle Oberon, a quien se atribuyó el papel de la esposa de Claudio, Mesalina. Emlyn Williams sería Calígula, Charles Laughton Claudio y Flora Robson era Livia. El rodaje se abandonó después de que Oberon quedase seriamente herida en un accidente de tráfico.
La BBC produjo en 1976, con guion de Jack Pullman, una miniserie basada en esta novela y la siguiente. La producción ganó tres premios Emmy en 1978 y cuatro premios BAFTA en 1977.
La telenovela mexicana Imperio de cristal está libremente basada en los temas centrales de Yo, Claudio, en especial en lo que se refiere a los nombres de ciertos personajes.
En 2008, se anunció que Relativity Media había obtenido los derechos para producir una nueva adaptación al cine de Yo, Claudio. Jim Sheridan se citaba como director.
La novela también se ha adaptado al teatro (la producción de 1972 I, Claudius fue escrita por John Mortimer y protagonizada por David Warner.) y a la ópera (la trilogía de 2019 Yo, Claudio y Claudio el dios (trilogía de ópera) del compositor Igor Escudero).
El escritor mexicano Pedro J. Fernández, lo ha citado como inspiración para escribir diferente novelas históricas, entre ellas "Yo, Díaz", novela que narra la vida del dictador mexicano Porfirio Díaz y que retoma diálogos, temas y escenas de la novela de Robert Graves.